# Othresypna spodix
Othresypna spodix är en fjärilsart som beskrevs av Louis Beethoven Prout 1928. Othresypna spodix ingår i släktet Othresypna och familjen nattflyn. Inga underarter finns listade i Catalogue of Life.